# Geelvink Bay narodi
Geelvink Bayski narodi, etnolingvistička porodica iz sjeverozapadne Nove Gvineje u indonezijskoj provinciji Irian Jaya. Porodica obuhvaća 33 jezika kojima se služe razna papuanska plemena. Lovci, ribari i sakupljači. organizirani po malenim plemenima od po nekoliko stotina duša.

## Popis plemana
- Awera, 70 (2000 Wurm). Na ušću rijeke Wapoga.
- Baburiwa ili Barua, govore eritai. zapadno od rijeke Mamberamo.
- Bapu, govore jezikom anasi. 2,000 (1993 Doriot).
- Barapasi, 2,500 (1995 SIL). Na istočnoj strani Cenderawasih Baya.
- Bauri (Bauzi), 1,500 (1991 SIL). Oko jezera Lake Holmes.
- Biritai, nazivani i Ati, Aliki i Biri. Na područje sjeverno od srednjeg toka Rouffaera migriraju zbog poplava s govornog područja Kaiy. danas u selu Biri. 250 (1988 SIL).
- Burate, 100 (2000 Wurm). Gotovo svi u jednom selu na rijeci Wapoga.
- Demisa, 400 do 500 (2000 Wurm). Sela: Desawa, Muyere, Botawa.
- Dou (Edopi), 1,000 (1995 SIL).
- Doutai
- Duvele (Duvre), jezikom duvle, južno od rijeke Van Daalen.
- Fayu, 350 (2000 Wurm). sastoje se od 4 nomadske grupe zapadno od sastava rijeka Tariku (Rouffaer) i Kliki (Fou).
- Fuau (Doa), govore jezikom foau. Sela Foa i Mudiay, 232 (1975 SIL).
- Kirira ili Kirikiri, istočni susjedi Fayua.  250 (1982 SIL)
- Kofei, 100 (2000 Wurm), istočni Geelvink Bay.
- Kwerisa ili Taogwe, u selu Kaiy na donjem toku rijeke Rouffaer, 15 do 50 (2000 Wurm).
- Nisa (Kerema, Bonefa), 500 (1987 SIL).
- Obokuitai, 120 (2000 Wurm), selo Obogwi.
- Papasena, donji tok rijeke Idenburg,  400 (1982 SIL).
- Rasawa, 200 (1987 SIL), dva sela, distrikt Waropen Bawah.
- Sauri 100 (1987 SIL). istočna strana Cenderawasih Baya.
- Saweru, otok Serui, 300 (1991 SIL).
- Sikaritai, govore istoimeni jezik, 800 (1993 Doriot) duž rijeke Mamberamo. Sela Sikari, Haya, Iri.
- Taori-Kei, govore jezikom kaiy, donji tok rijeke Rouffaer u selima Kaiy i Kokou. 220 (2000 Wurm).
- Tause, ponekad nazivani Doa i Darha. Imaju dva dijalekta weirate i deirate. Ratoborni (česti konflikti). 300 (2000 Wurm).
- Taworta, 140 (2000 Wurm).
- Tefaro, 100 (1987 SIL). U selima Tefaro i Demba.
- Turu (Urundi), govore iau. 600 (2000 J. Bateman), između rijeka Rouffaer gornjeg Van Daalen.
- Turunggare (Tarunggare, Tunggare) govore jezikom tunggare. 500 (1993 Doriot). Preferiraju ime Tunggare.
- Weretai ili Wari, 150 (2000 Wurm). Govore jezikom waritai.
- Yawa, 6,000 (1987 SIL) u 28 sela, dva u unutrašnjosti, ostali na obali. Govore 5 dijalekata.

## Vanjske poveznice
- Language Family Trees: Geelvink Bay